# Правительство Сальвадора Альенде
Кабинет министров Республики Чили под председательством доктора Сальвадора Альенде Госсенеса (также известно, как Правительство Народного единства) — коалиционное правительство Чили, функционировавшее с 3 ноября 1970 года по 11 сентября 1973 года. Включало в себя представителей всех партий левого блока «Народное единство», а также беспартийных министров и (с ноября 1972 года, когда политическая ситуация в стране резко обострилась) — также министров-военных.
Проводило политику широких реформ в русле идей демократического социализма, вызвавших сопротивление правых сил во главе с Христианско-демократической партией (ХДП) (которая отказалась войти в его состав, хотя ей это неоднократно предлагалось).
Было свергнуто в результате военного переворота 11 сентября 1973 года, организованного хунтой заговорщиков во главе с генералом Пиночетом. Ряд министров были арестованы путчистами, некоторые — убиты ими или были вынуждены эмигрировать (где также подверглись террористическим актам со стороны ДИНА).

## История

### Формирование
5 сентября 1970 года в 2 часа 50 минут были объявлены результаты президентских выборов в Республике Чили — кандидат от широкой левоцентристской коалиции «Народное единство» (включавшей в себя Социалистическую, Коммунистическую, Радикальную, Социал-демократическую партии, а также партии МАПУ и АПИ), сенатор-социалист Сальвадор Альенде получил 1 070 334 голосов избирателей (36%), за кандидата от правой Национальной партии — бывшего президента страны Хорхе Алессандри — проголосовало 1 031 159 человек (35%), за кандидата от правящей Христианско-демократической партии (ХДП) Радомиро Томича — 821 801 (28%). Ночью того же дня Альенде обратился к своим восторженным сторонникам с балкона:

«Я буду не просто еще одним президентом. Я буду первым президентом первого подлинно демократического, национального и революционного правительства в истории Чили».
Согласно действовавшей чилийской Конституции 1925 года, в случае, если ни один из кандидатов не получает 50% голосов избирателей, президента из двух кандидатур, набравших наибольшее количество голосов, должен избрать Конгресс. В Конгрессе у партий «Народного единства» было только 80 место из 200 (28 — КПЧ, 32 — РП, 20 — СПЧ), Национальная партия имела 45 мест, центристская Христианско-демократическая партия — 75. Таким образом, судьба будущего президента находилась в руках христианских демократов. Радомиро Томич и его сторонники из левого крыла партии выступили за поддержку Альенде, однако фактический глава партии, пока ещё действующий президент страны Эдуардо Фрей, был настроен решительно против. 23 сентября 1970 года руководство ХДП передало Альенде документ «Позиция Христианско-демократической партии в связи с пленарным заседанием Конгресса». В этом документе от кандидата требовали юридически подтверждённых гарантий сохранения свободы слова, невмешательства в систему военных назначений, отказа от создания параллельных армии военных формирований типа рабочей милиции, сохранения неполитического характера школ и университетов, обещания не вводить цензуру и не национализировать средства массовой информации. В обмен на такого рода гарантии, фракция ХДП в Конгрессе была готова поддержать его на голосовании 24 октября. Вопреки предположениям Фрея (что Альенде откажется, тем самым спровоцировав или поддержку ХДП кандидатуры Алессандри, или раскол в «Народном единстве», или перевыборы), Альенде дал такие гарантии, подписав Статут, и 24 октября был избран Конгрессом президентом, получив голоса депутатов фракции ХДП.
Состав нового правительства был озвучен в конце октября 1970 года. Социалисты получили портфели министров внутренних (Хосе Тоа) и иностранных дел (Клодомиро Альмейда), жилищного строительства и пост генерального секретаря Кабинета министров. Три поста — министров финансов, труда и социального обеспечения, общественных работ и транспорта — заняли представители компартии. Радикальная партия получила посты министров обороны и образования. Лидер МАПУ Жак Чончоль возглавил министерство сельского хозяйства. Представитель АПИ стал министром юстиции. Социал-демократы возглавили министерство земель и колонизации и министерство здравоохранения. Ключевой портфель министра экономики достался беспартийному профессору Педро Вусковичу, декану Школы экономики Университета Сантьяго.
Правительство Альенде было наиболее демократическим и репрезентативным из всех существовавших как до него, так и после, не включая в себя профессиональных политиков — министр внутренних дел Тоа до своего назначения был известным в стране журналистом, министр обороны Вальдивия — профессором (он преподавал, в частности, в Школе карабинеров), министр сельского хозяйства Чончоль — агрономом, министр здравоохранения Оскар Хименес Пиночет — врачом. Впервые в истории Чили в состав Кабинета министров вошли четверо рабочих, в том числе три представителя компартии.

### Деятельность в 1970—1972 годах
Не имея возможности изменить законодательство страны (так как партии-члены «Народного единства» совокупно имели лишь 80 мандатов в Палате депутатов из 200) и столкнувшись с противодействием руководства ХДП во главе с экс-президентом Эдуардо Фреем (хотя левое крыло христианских демократов во главе с их кандидатом на пост президента Радомиро Томичем выступало за сотрудничество с новым правительством), правительство Народного единства было вынуждено опираться на уже существующую законодательную базу. Президент, радикалы и коммунисты пытались решить эту проблему, налаживая диалог с ХДП (или, хотя бы, с её левым крылом), однако социалисты и МАПУ выступили категорически против каких-либо связей с ней. Руководство СПЧ вообще считало, что никакого левого крыла у демохристиан нет.
Тем не менее, уже 12 ноября правительство объявило о закрытии всех уголовных дел, возбуждённых в соответствии с так называемым «законом о безопасности государства». Фактически эта мера была направлена в отношении запрещённого Левого революционного движения (МИР), руководство которого формально поддержало «Народное единство», но резко критиковало с ультралевых позиций (с другой стороны, активистом движения первоначально был Макс Марамбио — начальник личной охраны Альенде). Альенде считал, что МИР в условиях начала широкомасштабных реформ уже лишилось повода для продолжения вооружённой борьбы и теперь может включиться в процесс легально, однако миристы не собирались отказываться от своих позиций. Они рассматривали правительство Альенде, как «реформистское», которое необходимо «подталкивать» к радикализации реформ. Глава МИР Мигель Энрикес отверг предложение Альенде — войти в правительство в качестве министра здравоохранения.
Экономическая программа правительства Народного единства была разработана Педро Вусковичем и опиралась на солидные валютные резервы страны — примерно 300—350 млн. долларов, накопленных за годы президентства Фрея на фоне роста мировых цен на медь (основной экспортный товар Чили), вызванного Вьетнамской войной. Он считал, что для экономического роста государство должно повысить зарплату и социальные пособия. Инфляции в первое время это не вызовет, так как производственные мощности чилийской экономики из-за спада загружены только на 70—75 % и есть все шансы удовлетворить растущий покупательный спрос (в том числе за счёт увеличения импорта). Вускович также рассчитывал на то, что основной пункт программы (национализация меднорудной промышленности) будет реализован уже в 1971 году и даст не менее 90 млн долларов. Одновременно предполагалось ужесточить начатую при Фрее политику государственного контроля над ценообразованием, национализировать банковский сектор и привлечь иностранные инвестиции, в том числе из стран соцблока. Сам Вускович открыто заявил, что «главная цель экономической политики — расширение политической поддержки правительства».
План экономического развития Чили на 1971 год был представлен правительством в ноябре 1970 года. В соответствии с ним, с 1 января проводилась индексация зарплат госслужащих и рабочих госсектора как минимум на 35 %, при этом тем, кто получал минимальную зарплату, она индексировалась сразу на 66 %. Семейные пособия вырастали с 45 до 90 эскудо для рабочих и малоимущих и с 48 до 102 эскудо — для военных и карабинеров. Вводилось бесплатное медицинское обслуживание. Альенде немедленно выполнил своё самое конкретное предвыборное обещание — каждый чилийский ребёнок, по образцу аналогичной системы на Кубе, стал получать пол-литра молока в день (для этого правительство увеличило импорт порошкового молока из США). На неотложные социальные нужды, включая молочную программу, правительство, по данным министра финансов, выделило Министерству здравоохранения дополнительно 319,5 миллиона эскудо. Одновременно были сокращены зарплаты высших чиновников (включая президента) и топ-менеджмента госсектора.
Правительство возобновило фактически прерванное Фреем жилищное строительство, что помогло сократить безработицу. Предприятиям, строящим дома для жителей трущоб, было дано указание привлекать в качестве рабочих, в первую очередь, самих же будущих жильцов, многие из которых работы не имели. На обеспечение «побласьонес» водой, канализацией и электричеством было выделено 275 миллионов эскудо. Всего в 1971 году предполагалось построить 100 тысяч новых квартир.
Первые результаты реформ были многообещающими: уже в декабре остановился рост цен, инфляция за первые 4 месяца 1971 года выросла только на 5,8 %, или одну треть от обычного уровня конца 60-х — такой результат не предполагался и самим Вусковичем. С 1 января 1971 года были установлены твёрдые цены на пшеничный хлеб, при этом правительство снизило их. Замораживанию и последующему снижению также подверглись цены на электроэнергию, газ и автотранспорт. Объём промышленного производства к маю 1971 года увеличился на 17 %, безработица упала с 8,3 % до 3,8 %. Всё это благоприятно сказалось на росте уровня жизни населения страны — многие рабочие впервые смогли добавить в свой рацион мясо и приобрести приличную одежду. Всего правительственные расходы на 1971 год были запланированы в объёме 31 млрд эскудо и 248 млн долларов, что означало их увеличение на 25,1 % (с поправкой на инфляцию 1970 года).
Правительство осознавало, что накопленных при Фрее валютных резервов и «печатного станка» надолго не хватит, и предполагало провести налоговую реформу — согласно ей, отмене подлежали подоходный налог для граждан, получавших минимальную зарплату (или ещё меньше) и налог на имущество стоимостью меньше 4-х минимальных зарплат при одновременном вводе прогрессивной шкалы налогообложения. Министерство финансов предполагало, что эти меры дадут более 3,5 млрд эскудо. Однако для проведения реформы требовалось принятие соответствующих законов Конгрессом, что не было возможно в условиях антагонистичной позиции руководства ХДП. Поэтому правительство запланировало на 1971 год занять примерно 4 миллиарда эскудо, что составляло 12 % расходной части бюджета.
Ряд частных предприятий, особенно находившихся в иностранной собственности, в ответ на меры правительства начали умышленно сокращать производство и объявлять локауты. Однако введённый ещё в ходе существования 12-дневной Социалистической республики Грове Закон № 520 давал государству право национализировать (в чилийском политическом лексиконе — «подвергнуть интервенции») такое предприятие без необходимости выплаты компенсации его владельцу. Никогда не применявшийся ранее, но и не отменённый, теперь этот закон был взят на вооружение — уже 15 ноября под государственный контроль было взято предприятие НИБСА, дочернее общество американского концерна НИБКО. Ещё через 5 дней «интервенции» подверглось американское предприятие «Алиментос Пурина», дочерняя фирма американской «Ралстон Пурина». Сопротивление владельцев последовало оперативно — уже 1 декабря государственный управляющий «Алиментос Пурина» получил телеграмму из штаб-квартиры «Ралстон» с требованием — очистить фабрику до 13 часов того же дня. В чилийские СМИ попал «меморандум», который своим сотрудникам в Сантьяго направила НИБКО. В нём предлагалось «устранить угрозу коммунизма, как это было сделано в Индонезии».
Правительство, несмотря на угрозы, продолжило проведение национализации — 3 декабря под контроль государства перешла крупнейшая в Чили текстильная фабрика «Бельявиста-Томе» (на которой государственная комиссия выявила многочисленные нарушения условий охраны труда), в январе 1971 года — угледобывающая компания «Лота Швагер», на которую приходилось 80 % добычи угля в стране, а 22 сентября того же года — телекоммуникационная сеть ИТТ. Учитывая опыт СССР, Альенде осознавал опасность бюрократизации государственной машины и опирался на рабочее самоуправление при поддержке профсоюзов, в первую очередь — давнего союзника партий «Народного единства» Единый профсоюзный центр трудящихся Чили.
21 декабря 1970 года президент Альенде приступил к реализации главного положения экономической программы правительства и внёс в Конгресс законопроект о национализации меднорудной промышленности — основной отрасли экономики страны. Это предложение нашло поддержку даже со стороны оппозиционной ХДП — так, её печатный орган, газета «Ла-Пренса» писала: «Огромное большинство чилийцев хочет закончить национализацию меди, начатую при правительстве президента Фрея. Это желание формально прописано в президентских программах нынешнего президента и Радомиро Томича. Для осуществления этой меры правительство может рассчитывать на самую широкую поддержку в парламенте и народе». Котировки Лондонской биржи ценных металлов никак не отреагировали на новости из Чили, так как международные деловые круги не сомневались, что страна и впредь продолжит продажу меди на Лондонской биржи и с ориентацией на её цены. Однако американские концерны «Анаконда» и «Кеннекотт» заявили, что будут «внимательно изучать законопроект» и призвали чилийский парламент отклонить его.
Предпринятые правительством Народного единства меры значительно сократили долю США в чилийской экономике, что было неприемлемо для Штатов, так как угрожало выходу страны из «заднего двора» с возможной переориентацией Чили на СССР и его союзников, особенно Кубу. США решили потребовать от Альенде погашения внешнего долга, накопленного при президентстве Фрея (приблизительно 2 млрд долларов), а также начали оказывать давление на международные финансовые институты с целью недопущения представления Чили новых займов. Также планировалось распускать слухи о некредитоспособности Чили, чтобы, в частности, обрушить мировые цены на медь. Штаты почти полностью свернули экономическую помощь стране — если в 1970 году её размер составил 35 млн долларов (наибольший показатель в Латинской Америке), то годом спустя — всего 1,5 млн долларов. Было заморожено выделение уже согласованных кредитов в размере 220 млн долларов (в том числе выделенных на закупку пшеницы), а также кредита от Всемирного банка на сумму 21 млн долларов, предназначенного для развития животноводства. Международный банк реконструкции и развития за всё время президентства Альенде не предоставил Чили ни цента. Межамериканский банк развития, в котором решающий голос по всем вопросам принадлежал представителю США, за период 1970—1973 годов выделил Чили только несколько небольших кредитов по запросам от университетов страны общей суммой 2 млн долларов, а по линии USAID за это же время было выделено только 3 млн долларов.
Зато резко вырос объём помощи, предоставляемой США Вооружённым силам Чили — так, на закупку американского оружия во время президентства Альенде было выделено 19 млн долларов вместо 6 млн долларов за всё время президентства Фрея. Киссинджер докладывал президенту США Никсону: «В отношении чилийских военных мы поддерживаем функционирование наших военных миссий связи в прежнем объеме для того, чтобы поддерживать необходимые нам контакты».

## Состав
| Кабинет министров Республики Чили под председательством доктора Сальвадора Альенде Госсенеса (Правительство Народного единства) | Кабинет министров Республики Чили под председательством доктора Сальвадора Альенде Госсенеса (Правительство Народного единства) | Кабинет министров Республики Чили под председательством доктора Сальвадора Альенде Госсенеса (Правительство Народного единства) | Кабинет министров Республики Чили под председательством доктора Сальвадора Альенде Госсенеса (Правительство Народного единства) | Кабинет министров Республики Чили под председательством доктора Сальвадора Альенде Госсенеса (Правительство Народного единства) | Кабинет министров Республики Чили под председательством доктора Сальвадора Альенде Госсенеса (Правительство Народного единства) |
| Должность | Портрет | Министр | Партия | Партия | Срок пребывания в должности |
| --- | --- | --- | --- | --- | --- |
| Председатель | | Сальвадор Альенде Госсенс | | Социалистическая партия Чили | 3 ноября 1970 года — 11 сентября 1973 года                                                                                      |
| Председатель | | генерал Карлос Пратс Гонсалес                                                                                                   | | Сухопутные войска ВС Чили | 29 ноября 1972 года — 27 марта 1973 года                                                                                        |
| Министр внутренних дел | | Хосе Тоа | | Социалистическая партия Чили | 3 ноября 1970 года — 22 января 1972 года                                                                                        |
| Министр внутренних дел | | Алехандро Вальдивия | | Радикальная партия Чили | 22 января — 10 февраля 1972 года                                                                                                |
| Министр внутренних дел | | Эрнан дель Канто | | Социалистическая партия Чили | 10 февраля — 8 августа 1972 года                                                                                                |
| Министр внутренних дел | | Хайме Суарес | | Социалистическая партия Чили | 8 августа — 2 ноября 1972 года                                                                                                  |
| Министр внутренних дел | | генерал Карлос Пратс | | Сухопутные войска ВС Чили | 2 ноября 1972 года — 27 марта 1973 года                                                                                         |
| Министр внутренних дел | | Херардо Эспиноза | | Социалистическая партия Чили | 27 марта — 5 июля 1973 года |
| Министр внутренних дел | | Карлос Брионес | | Социалистическая партия Чили | 5 июля — 9 августа 1973 года |
| Министр внутренних дел | | Орландо Летельер | | Социалистическая партия Чили | 9 — 23 августа 1973 года |
| Министр внутренних дел | | Карлос Брионес | | Социалистическая партия Чили | 23 августа — 11 сентября 1973 года                                                                                              |
| Министр иностранных дел | | Клодомиро Альмейда | | Социалистическая партия Чили | 3 ноября 1970 года — 22 мая 1973 года                                                                                           |
| Министр иностранных дел | | Орландо Летельер | | Социалистическая партия Чили | 22 мая — 9 августа 1973 года |
| Министр иностранных дел | | Клодомиро Альмейда | | Социалистическая партия Чили | 9 августа — 11 сентября 1973 года                                                                                               |
| Министр экономики, развития и реконструкции                                                                                     | | Педро Вускович | | Беспартийный | 3 ноября 1970 года — 17 июня 1972 года                                                                                          |
| Министр экономики, развития и реконструкции                                                                                     | | Карлос Матус | | Социалистическая партия Чили | 17 июня — 2 ноября 1972 года |
| Министр экономики, развития и реконструкции                                                                                     | | Фернандо Флорес | | Движение единого народного действия (МАПУ)                                                                                      | 2 ноября — 29 декабря 1972 года                                                                                                 |
| Министр экономики, развития и реконструкции                                                                                     | | Орландо Мильяс | | Коммунистическая партия Чили | 29 декабря 1972 года — 5 июля 1973 года                                                                                         |
| Министр экономики, развития и реконструкции                                                                                     | | Хосе Кадемартори | | Коммунистическая партия Чили | 5 июля — 11 сентября 1973 года                                                                                                  |
| Министр финансов | | Америко Соррилла | | Коммунистическая партия Чили | 3 ноября 1970 года — 17 июня 1972 года                                                                                          |
| Министр финансов | | Орландо Мильяс | | Коммунистическая партия Чили | 17 июня — 29 декабря 1972 года                                                                                                  |
| Министр финансов | | Фернандо Флорес | | Движение единого народного действия (МАПУ)                                                                                      | 29 декабря 1972 года — 9 августа 1973 года                                                                                      |
| Министр финансов | | адмирал Рауль Монтеро | | Военно-морские силы Чили | 9 — 28 августа 1973 года |
| Министр финансов | | контр-адмирал Даниэль Арельяно                                                                                                  | | Военно-морские силы Чили | 28 августа — 11 сентября 1973 года                                                                                              |
| Министр народного просвещения                                                                                                   | | Марио Асторга | | Радикальная партия Чили | 3 ноября 1970 года — 28 января 1972 года                                                                                        |
| Министр народного просвещения                                                                                                   | | Алехандро Вальдивия | | Радикальная партия Чили | 28 января — 17 июня 1972 года                                                                                                   |
| Министр народного просвещения                                                                                                   | | Анибаль Пальма | | Радикальная партия Чили | 17 июня — 2 ноября 1972 года |
| Министр народного просвещения                                                                                                   | | Хорхе Тапиа | | Радикальная партия Чили | 2 ноября 1972 года — 5 июля 1973 года                                                                                           |
| Министр народного просвещения                                                                                                   | | Эдгардо Энрикес | | Радикальная партия Чили | 5 июля — 11 сентября 1973 года                                                                                                  |
| Министр юстиции | | Лисандро Крус | | Независимое народное действие (АПИ)                                                                                             | 3 ноября 1970 года — 28 января 1972 года                                                                                        |
| Министр юстиции | | Мануэль Сануэса | | Партия левых радикалов | 28 января — 6 апреля 1972 года                                                                                                  |
| Министр юстиции | | Хорхе Тапиа | | Радикальная партия Чили | 6 апреля — 2 ноября 1972 года                                                                                                   |
| Министр юстиции | | Серхио Инсунса | | Коммунистическая партия Чили | 2 ноября 1972 года — 11 сентября 1973 года                                                                                      |
| Министр национальной обороны | | Алехандро Вальдивия | | Радикальная партия Чили | 3 ноября 1970 года — 7 января 1972 года                                                                                         |
| Министр национальной обороны | | Хосе Тоа | | Социалистическая партия Чили | 7 января 1972 года — 5 июля 1973 года                                                                                           |
| Министр национальной обороны | | Клодомиро Альмейда | | Социалистическая партия Чили | 5 июля — 9 августа 1973 года |
| Министр национальной обороны | | генерал Карлос Пратс | | Сухопутные войска ВС Чили | 9 — 23 августа 1973 года |
| Министр национальной обороны | | Орландо Летельер | | Социалистическая партия Чили | 23 августа — 11 сентября 1973 года                                                                                              |
| Министр общественных работ и транспорта                                                                                         | | Паскаль Барраза | | Коммунистическая партия Чили | 3 ноября 1970 года — 2 ноября 1972 года                                                                                         |
| Министр общественных работ и транспорта                                                                                         | | контр-адмирал Исмаэль Уэрта | | Военно-морские силы Чили | 2 ноября 1972 года — 31 января 1973 года                                                                                        |
| Министр общественных работ и транспорта                                                                                         | | контр-адмирал Даниэль Арельяно                                                                                                  | | Военно-морские силы Чили | 31 января — 27 марта 1973 года                                                                                                  |
| Министр общественных работ и транспорта                                                                                         | | Умберто Мартонес | | Радикальная партия Чили | 27 марта — 9 августа 1973 года                                                                                                  |
| Министр общественных работ и транспорта                                                                                         | | генерал Сесар Руис | | Военно-воздушные силы Чили | 9 — 18 августа 1973 года |
| Министр общественных работ и транспорта                                                                                         | | бригадный генерал Умберто Маглиокетти                                                                                           | | Сухопутные войска ВС Чили | 18 августа — 11 сентября 1973 года                                                                                              |
| Министр сельского хозяйства | | Жак Чончоль | | Движение единого народного действия (МАПУ)                                                                                      | 3 ноября 1970 года — 2 ноября 1972 года                                                                                         |
| Министр сельского хозяйства | | Роландо Кальдерон | | Социалистическая партия Чили | 2 ноября 1972 года — 27 января 1973 года                                                                                        |
| Министр сельского хозяйства | | Педро Идальго | | Социалистическая партия Чили | 27 января — 5 июля 1973 года |
| Министр сельского хозяйства | | Эрнесто Торреальба | | Социалистическая партия Чили | 5 — 13 июля 1973 года |
| Министр сельского хозяйства | | Хайме Тоха | | Социалистическая партия Чили | 13 июля — 11 сентября 1973 года                                                                                                 |
| Министр земель и колонизации | | Умберто Мартонес | | Социал-демократическая партия Чили                                                                                              | 3 ноября 1970 года — 27 марта 1973 года                                                                                         |
| Министр земель и колонизации | | Роберто Куэльяр | | Независимое народное действие (АПИ)                                                                                             | 27 марта — 9 августа 1973 года                                                                                                  |
| Министр земель и колонизации | | генерал Хосе Сепульведа | | Корпус карабинеров Чили | 9 августа — 11 сентября 1973 года                                                                                               |
| Министр труда и социального обеспечения                                                                                         | | Хосе Оярсе | | Коммунистическая партия Чили | 3 ноября 1970 года — 17 июня 1972 года                                                                                          |
| Министр труда и социального обеспечения                                                                                         | | Мирейя Бальтра | | Коммунистическая партия Чили | 17 июня — 2 ноября 1972 года |
| Министр труда и социального обеспечения                                                                                         | | Луис Фигероа | | Коммунистическая партия Чили | 2 ноября 1972 года — 5 июля 1973 года                                                                                           |
| Министр труда и социального обеспечения                                                                                         | | Хорхе Годой | | Коммунистическая партия Чили | 5 июля — 11 сентября 1973 года                                                                                                  |
| Министр здравоохранения | | Оскар Хименес | | Социал-демократическая партия Чили                                                                                              | 3 ноября 1970 года — 14 августа 1971 года                                                                                       |
| Министр здравоохранения | | Хуан Карлос Гутеррес | | Движение единого народного действия (МАПУ)                                                                                      | 14 августа 1971 года — 3 ноября 1972 года                                                                                       |
| Министр здравоохранения | | Артуро Хирон | | Беспартийный | 3 ноября 1972 года — 28 августа 1973 года                                                                                       |
| Министр здравоохранения | | Марио Лагос | | Радикальная партия Чили | 28 августа — 11 сентября 1973 года                                                                                              |
| Министр горнодобывающей промышленности                                                                                          | | Орландо Кантуариас | | Радикальная партия Чили | 3 ноября 1970 года — 28 января 1972 года                                                                                        |
| Министр горнодобывающей промышленности                                                                                          | | Маурисио Юнгк | | Партия левых радикалов | 28 января — 6 апреля 1972 года                                                                                                  |
| Министр горнодобывающей промышленности                                                                                          | | генерал Педро Камерон | | Сухопутные войска ВС Чили | 6 апреля — 17 июня 1972 года |
| Министр горнодобывающей промышленности                                                                                          | | Хорхе Аррате | | Социалистическая партия Чили | 17 июня — 10 июля 1972 года |
| Министр горнодобывающей промышленности                                                                                          | | Альфонсо Давид | | Независимое народное действие (АПИ)                                                                                             | 10 июля — 2 ноября 1972 года |
| Министр горнодобывающей промышленности                                                                                          | | генерал Клаудио Сепульведа | | Военно-воздушные силы Чили | 2 ноября 1972 года — 27 марта 1973 года                                                                                         |
| Министр горнодобывающей промышленности                                                                                          | | Серхио Битар | | Партия христианских левых | 27 марта — 5 июля 1973 года |
| Министр горнодобывающей промышленности                                                                                          | | Педро Рамирес | | Партия христианских левых | 5 июля — 28 августа 1973 года                                                                                                   |
| Министр горнодобывающей промышленности                                                                                          | | генерал Рональдо Гонсалес | | Сухопутные войска ВС Чили | 28 августа — 11 сентября 1973 года                                                                                              |
| Министр жилищного строительства и городского развития                                                                           | | Карлос Кортес | | Социалистическая партия Чили | 3 ноября 1970 года — 10 сентября 1971 года                                                                                      |
| Министр жилищного строительства и городского развития                                                                           | | Хулио Бенитес | | Социалистическая партия Чили | 17 сентября 1971 года — 28 января 1972 года                                                                                     |
| Министр жилищного строительства и городского развития                                                                           | | Орландо Кантуариас | | Радикальная партия Чили | 28 января — 17 июня 1972 года                                                                                                   |
| Министр жилищного строительства и городского развития                                                                           | | Луис Вальдес | | Беспартийный | 17 июня 1972 года — 9 августа 1973 года                                                                                         |
| Министр жилищного строительства и городского развития                                                                           | | Анибаль Пальма | | Радикальная партия Чили | 9 — 28 августа 1973 года |
| Министр жилищного строительства и городского развития                                                                           | | Педро Рамирес | | Партия христианских левых | 28 августа — 11 сентября 1973 года                                                                                              |
| Генеральный секретарь Кабинета министров                                                                                        | | Хайме Суарес | | Социалистическая партия Чили | 4 ноября 1970 года — 8 августа 1972 года                                                                                        |
| Генеральный секретарь Кабинета министров                                                                                        | | Эрнан дель Канто | | Социалистическая партия Чили | 8 августа 1972 года — 27 марта 1973 года                                                                                        |
| Генеральный секретарь Кабинета министров                                                                                        | | Анибаль Пальма | | Радикальная партия Чили | 27 марта — 9 августа 1973 года                                                                                                  |
| Генеральный секретарь Кабинета министров                                                                                        | | Фернандо Флорес | | Движение единого народного действия (МАПУ)                                                                                      | 9 августа — 11 сентября 1973 года                                                                                               |